# Santa Clarita Diet
Santa Clarita Diet es una de serie de televisión web estadounidense de comedia de terror, protagonizada por Drew Barrymore y Timothy Olyphant. Victor Fresco ejerce como showrunner y es productor ejecutivo junto con Barrymore, Olyphant, Aaron Kaplan, Tracy Katsky, Chris Miller y Ember Truesdell.
La serie se estrenó el 3 de febrero de 2017 y está compuesta de 10 episodios. La primera temporada recibió comentarios generalmente favorables, con los críticos apreciando el reparto y su premisa, pero criticando sus escenas gráficas. El 29 de marzo de 2017 Netflix anunció la renovación de la serie para una segunda temporada, que se estrenó el 23 de marzo de 2018. A través de un comunicado, Netflix anunció la cancelación de la serie. El servicio de streaming dio a conocer que la cuarta temporada no se producirá. Agradeció al creador, a los actores y a los miembros del personal que hicieron posible la realización de la serie.

## Argumento
Sheila y Joel Hammond son agentes inmobiliarios y residentes en Santa Clarita, en la periferia de Los Ángeles. Su vida es bastante normal, hasta que un día Sheila sufre lo que parece un ataque de vómito en una de sus ventas matutinas. Joel cree que Sheila ha muerto pero ella despierta diciendo que ha expulsado algo que parece un órgano, cuando llegan a casa Sheila se percata de que no tiene pulso y su corazón ha dejado de latir. Realizando múltiples consultas sobre la nueva dieta de Sheila y la falta 
de reflejos en su cuerpo se llega a la conclusión de que es una "Muerto viviente", a partir de ahí se desencadenan hechos causados por la nueva condición de Sheila. Ahora esta familia conformada por Sheila, Joel y Abby (su hija) tendrán que confrontar este nuevo estilo de vida. Ya que Sheila es una "Muerto viviente" deberá alimentarse con esta nueva y sangrienta dieta, lo que implica cazar a personas y comérselas, consecuentemente traerá investigaciones y problemas por parte de la Policía, y en especial de su ahora amiga, Anne.

## Reparto
- Drew Barrymore como Sheila Hammond.
- Timothy Olyphant como Joel Hammond.
- Liv Hewson como Abby Hammond, hija de Sheila y Joel.
- Skyler Gisondo como Eric Bemis, mejor amigo de Abby e hijastro de Dan.

### Recurrente
- Ricardo Chavira como el Sheriff Dan Palmer, vecino de Sheila y Joel.
- Mary Elizabeth Ellis como Lisa Palmer.
- Richard T. Jones como Rick.
- Joy Osmanski como Alondra.
- Natalie Morales como Anne García.
- Thomas Lennon como el director Novak.
- DeObia Oparei como Loki Hayes.
- Portia de Rossi como Dra. Cora Wolf
- Ramona Young como Ramona.

### Invitados
- Nathan Fillion como Gary West.
- Andy Richter como Carl Coby.
- Patton Oswalt como Dr. Hasmedi
- Ryan Hansen como Bob Jonas.
- Derek Waters como Anton.
- Ravi Patel como Ryan.
- Leo Howard como Sven.

## Episodios

### Primera temporada (2017)
| N.º (serie) | N.º (temp.) | Título                                                          | Director        | Guionista(s)                  | Fecha de estreno     |
| --- | ----------- | --------------------------------------------------------------- | --------------- | ----------------------------- | -------------------- |
| 1 | 1           | «Un murciélago o un mono (So Then a Bat or a Monkey)»           | Ruben Fleischer | Victor Fresco                 | 3 de febrero de 2017 |
| Joel y Sheila Hammond son agentes de bienes raíces que llevan una vida suburbana normal con su hija Abby. Se están esforzando mucho para vender una casa, pero mientras la muestran Sheila comienza a lanzar violentamente copiosas cantidades de líquido amarillo, incluyendo lo que podría ser un órgano. Joel lleva a Sheila al departamento de emergencias, pero es lento y se van a casa. Sheila está actuando extrañamente incluyendo un aumento de la libido. Sheila muestra a la familia que no tenía latidos del corazón y que su sangre es espesa. Luego hablan con el hijo de Lisa, Eric, quien les informa que Sheila está muerta y no muerta, así impulsada por su Id. Sheila está bien con su nuevo estado. Eric les dice que Sheila siempre debe ser alimentada, y si se degrada pueden tener que matarla. Más tarde, Sheila y Abby se escapan y compran un coche, entonces Sheila va a la fiesta con sus vecinos. El colega de Sheila y Joel, Gary, aparece y atrae a Sheila a bailar con él cuando Joel los encuentra. Se van y Sheila piensa que su nuevo comportamiento podría ser quien realmente es. Sheila está en casa cuando Gary viene y trata de obligarse a sí misma, amenazando con decirle a otros que fue infiel si se niega. Sheila comienza a lamer sus dedos, de repente morder a dos de ellos y comienza a devorar a Gary en el patio trasero. Joel regresa a casa y entra en el patio trasero para ver a Sheila comiendo a Gary. Ella le dice a Joel que quiere hacer este trabajo mientras Joel lo mira con asombro y horror. |             |                                                                 |                 |                               |                      |
| 2 | 2           | «No podemos matar gente (We Can't Kill People!)»                | Ruben Fleischer | Victor Fresco                 | 3 de febrero de 2017 |
| Entierran los restos de Gary en el desierto. Abby y Eric les siguen y lo descubren. Mientras cubría el asesinato, Dan ve a Joel fumigando el césped a la mitad de la noche y sospecha. Joel consulta a un virólogo, pero este piensa que Joel está loco. Dan va a inspeccionar la hierba y Joel le dice que tienen hormigas. Joel intenta conseguir que Sheila coma carne, pero ella dice que desde que comió a Gary no quiere nada más que humanos. Joel sugiere que quizás es la frescura lo que importa. Sheila continúa actuando impulsivamente, incluso mata a un gallo. Sheila le dice a Joel que no se podía comer el gallo. Joel reitera que no pueden matar personas. Joel y Sheila tratan de encontrar una fuente de alimentación alternativa en la morgue, pero Sheila no puede soportar la carne de cadáver. El hambre de Sheila está creciendo, por lo que Joel le dice que vayan a matar personas para que pueda comer. Han estado juntos desde secundaria y no la dejará ahora. Abby está preocupada por los cambios. |             |                                                                 |                 |                               |                      |
| 3 | 3           | «Sí podemos matar gente (We Can Kill People)»                   | Marc Buckland   | Michael A. Ross               | 3 de febrero de 2017 |
| Joel y Sheila discuten sobre el equilibrio entre matar gente y ser padres. Abby está malhumorada. Ellos hacen un plan para encontrar una mala persona para matar. Dan les habla sobre no haber tenido nunca una matanza descuidada, refiriéndose a las hormigas. Reciben suministros para matar personas. Joel fuma en el baño para calmarse. Eric y Abby desayunan mientras abandonan la escuela donde la amiga de Abby sale con su novio narcotraficante de 26 años, pero él rompe con ella. Joel y Sheila hablan con Rick, su otro vecino que es policía, para saber dónde encontrar gente para matar. Dice que un pederasta vive en la zona y la pareja considera matarlo. Sheila y Joel escuchan los adolescentes que hablan de lo malo que era el exnovio de su amiga y deciden matarlo. Una vez que Joel le habla, decide soltarlo, lo que molesta mucho a Sheila. Los adolescentes van a la casa del exnovio; uno de ellos tira gases lacrimógenos y recupera el suéter de su amiga. De camino a casa, Sheila y Joel tienen un incidente en la carretera, y Sheila mata al conductor del otro coche. Lo ponen en el congelador de su almacén. |             |                                                                 |                 |                               |                      |
| 4 | 4           | «Turista Sexual Pedorro (Farting sex Tourist)»                  | Marc Buckland   | Chadd Gindind                 | 3 de febrero de 2017 |
| Sheila prepara un batido con el cuerpo almacenado y luego sale a caminar con sus vecinos. Ella surgiere que las mujeres deberían vivir la vida al máximo. ella les dice que su nueva actitud se debe a su nueva dieta alta en proteínas. Joel va a tiendas paranormales investigando zombis. Encuentra dos huellas de serbia que muestran a alguien vomitando una bola roja y luego comiéndose a alguien. Rick habla con la pareja sobre su auto nuevo y luego Dan interrunpe y les trae más spray para las hormigas. la escuela de Abby los llama y el director Nowak les dice que Abby falta a la escuela. insisten que todo es normal. Sheila se enoja con Nowak y quiere comérselo cuando él amenaza con suspender a Abby. Sheila le dice a Abby que debería abandonar la escuela,lo que hace que Joel confronte a Sheila sobre su comportamiento y llegue a la conclusión de que no está seguro de que su familia pueda sobrevivir. Sheila habla con Eric,quien le dice que los no-muertos no tienen control de sus impulsos y que ella no puede cambiar. Mientras tanto, Joel habla con Abby y roban la motocicleta de Rick antes que se enojen por lo que Sheila. Joel se da cuenta de que Nowak es serbio. Dan rocia el jardín de Joel en busca de hormigas y encuentran el dedo de Gary. |             |                                                                 |                 |                               |                      |
| 5 | 5           | «Hombres comen hombres (Man Eat Man)»                           | Marc Buckland   | Chadd Gindin                  | 3 de febrero de 2017 |
| Abby va al almacén y encuentra al hombre muerto en el congelador.Joel habla con la abuela de Nowak para que le ayude a traducir las implesiones. Ella dice que una vieja historia sobre zombis de un libro que podría tener una cura. Al principio, Sheila se muestra recia a encontrar una cura porque le gustan los efectos secundarios de ser un zombi, pero finalmente acepta una cura. Joel encuentra una posible fuente para el libro, Anton. Abby le cuenta a Eric sobre el hombre muerto que encontró.Eeric le dice a Abby que descubrió que su madre tiene una aventura. Joel le pide a Rick que haga una verificación para Anton. Dan chantajea a Joel para que mate a un tipo llamado Loki. joel le dicele dice a Sheila que Dan sabe sobre Gary. Sheila quiere matar a Loki para conseguir comida y esta dispuesta a ir sola. |             |                                                                 |                 |                               |                      |
| 6 | 6           | «Hay que cuidar los detalles (Attention to Detail)»             | Craig Zisk      | Leila Cohan-Miccio            | 3 de febrero de 2017 |
| 7 | 7           | «¿Extraño o desconsiderado? (Strange or Just Inconsiderate?)»   | Lynn Shelton    | Ben Smith                     | 3 de febrero de 2017 |
| 8 | 8           | «¿Qué cantidad de vómito? (How Much Vomit?)»                    | Steve Pink      | Aaron Brownstein y Simon Ganz | 3 de febrero de 2017 |
| 9 | 9           | «¡El libro! (The Book!)»                                        | Tamra Davis     | Sarah Walker                  | 3 de febrero de 2017 |
| 10 | 10          | «Baka, bilis y bates de béisbol (Baka, Bile and Baseball Bats)» | Dean Parisot    | Clay Graham                   | 3 de febrero de 2017 |

### Segunda temporada (2018)
| N.º (serie) | N.º (temp.) | Título                      | Director       | Guionista(s)                  | Fecha de estreno    |
| ----------- | ----------- | --------------------------- | -------------- | ----------------------------- | ------------------- |
| 11          | 1           | Ninguna familia es perfecta | Ken Kwapis     | Victor Fresco                 | 23 de marzo de 2018 |
| 12          | 2           | Coyote en ropa deportiva    | Marc Buckland  | Michael A. Ross               | 23 de marzo de 2018 |
| 13          | 3           | Zona gris moral             | Ken Kwapis     | Clay Graham                   | 23 de marzo de 2018 |
| 14          | 4           | La reina de Inglaterra      | Adam Arkin     | Chad Gindin                   | 23 de marzo de 2018 |
| 15          | 5           | Todo sale como lo planeamos | Marc Buckland  | Ben Smith                     | 23 de marzo de 2018 |
| 16          | 6           | Pasión                      | Steve Pink     | Aaron Brownsmith y Simon Ganz | 23 de marzo de 2018 |
| 17          | 7           | Corazón sin dueño           | Jaffar Mahmood | Melissa Hunter                | 23 de marzo de 2018 |
| 18          | 8           | Entre atriles y pinceles    | Steve Pink     | Caitlin Meares                | 23 de marzo de 2018 |
| 19          | 9           | Objetos sospechosos         | Jamie Babbit   | Romi Barta                    | 23 de marzo de 2018 |
| 20          | 10          | ¡Albatros!                  | Marc Buckland  | Victor Fresco                 | 23 de marzo de 2018 |

### Tercera temporada (2019)
La serie fue renovada para una tercera temporada el 8 de mayo, y el 14 de febrero del año 2018 se anunció que esta misma se estrenaría el 29 de marzo de 2019. La misma estuvo disponible para esa fecha.

### Recepción
Santa Clarita Diet recibió críticas generalmente positivas de los críticos. En Rotten Tomatoes la temporada tiene un índice de aprobación del 71% basado en 51 críticas, con una calificación media de 7.9 / 10. Consenso crítico del sitio dice, "Santa Clarita Diet usa un excelente reparto, risas frecuentes, y una premisa atractiva – pero el nivel de sangre podría no ser del gusto de todos". En Metacritic, la temporada tiene una puntuación de 67 sobre 100, basado en 30 críticos, lo que indica "críticas generalmente favorables".

## Controversia
En febrero de 2017, la publicidad para el show generó críticas en Alemania, donde Netflix promovió el espectáculo con carteles que muestran un dedo humano en rodajas como un Currywurst, un popular plato de comida rápida alemana. Después de recibir más de 50 quejas de que la publicidad glorificaba la violencia e induciendo el miedo, especialmente en los niños, el Consejo de Publicidad alemán, una entidad autorregulada, transmitió las quejas a la empresa. Netflix decidió entonces poner fin a la campaña y eliminar todos los carteles.